# Первая леди Российской Федерации
Первая леди Российской Федерации — неофициальный титул супруги президента Российской Федерации. С 6 июня 2013 года, когда президент Владимир Путин и Людмила Путина объявили о фактическом разводе, место первой леди вакантно.

## Списокпервых ледиРоссии
| № | Портрет                 | Имя                                    | Годы жизни         | Дата регистрации брака | Период                               | Президент              |
| - | ----------------------- | -------------------------------------- | ------------------ | ---------------------- | ------------------------------------ | ---------------------- |
| 1 |                         | Наина Ельцина (урождённая Гирина)      | род. 14 марта 1932 | 28 сентября 1956       | 12 июля 1991 — 31 декабря 1999       | Борис Ельцин           |
| 2 |                         | Людмила Путина (урождённая Шкребнева)  | род. 6 января 1958 | 28 июля 1983           | 31 декабря 1999 — 7 мая 2000 (и. о.) | Владимир Путин (и. о.) |
| 2 | 7 мая 2000 — 7 мая 2008 | Людмила Путина (урождённая Шкребнева)  | род. 6 января 1958 | 28 июля 1983           | Владимир Путин                       |                        |
| 3 |                         | Светлана Медведева (урождённая Линник) | род. 15 марта 1965 | 24 декабря 1993        | 7 мая 2008 — 7 мая 2012              | Дмитрий Медведев       |
| 4 |                         | Людмила Путина (урождённая Шкребнева)  | род. 6 января 1958 | 28 июля 1983           | 7 мая 2012 — 6 июня 2013             | Владимир Путин         |
| - | Вакантно                | Вакантно                               | Вакантно           | Вакантно               | с 6 июня 2013                        | Владимир Путин         |